# Cordylomera vittata
Cordylomera vittata es una especie de escarabajo longicornio del género Cordylomera, tribu Phoracanthini, subfamilia Cerambycinae. Fue descrita científicamente por Jordan en 1903.

## Descripción
Mide 14 milímetros de longitud.

## Distribución
Se distribuye por Tanzania.